# Myadoropsis
Myadoropsis is een geslacht van tweekleppigen uit de  familie van de Myochamidae.

## Soorten
- Myadoropsis brevispinosa Habe, 1962
- Myadoropsis dissimilis Habe, 1960
- Myadoropsis elongata (May, 1915)
- Myadoropsis transmontana (Yokoyama, 1922)
- Myadoropsis wairua B.A. Marshall, 2002